# Witton Castle
Witton Castle er en borg fra 1400-tallet, der ligger i Witton le Wear, nær Bishop Auckland i County Durham, England. 
Ejeren af en tidligere herregård på stedet, Sir Ralph Eure, fik licens til krenelering i 1410 og opførten den nuværende bygning. Under den engelske borgerkrig havde kavalererne kontrol over den.
Den er ombygget kraftigt til siden opførslen, og er i dag midtpunkt i en ferie- og campingplads kaldet Witton Castle Country Park. Det er en listed building af anden grad.